# Radical 80
El radical 80, representado por el carácter Han 毋, es uno de los 214 radicales del diccionario de Kangxi. En mandarín estándar es llamado　毋部, (wú　bù, «radical “no”»); en japonés es llamado 毋部, ぶぶ　(bubu), y en coreano 무 (mu). En los textos occidentales es conocido como «radical “no”» o «radical “madre”». Nótese que existe otro radical llamado «no»: el radical 71.
El radical 80 aparece en dos formas variantes. Además de la forma estándar, 毋, existe la forma 毌.

## Nombres populares
- Mandarín estándar: 毋, wú, «no».
- Coreano: 말무부, mal mu bu «radical mu-no».
- Japonés:　なかれ, nakare, «no».
- En occidente: radical «no», radical «madre».

## Galería
| Estilos antiguos                                 | Estilos antiguos                  | Estilos antiguos                        | Estilos antiguos                   | Estilos antiguos                   | Estilos empleados actualmente       | Estilos empleados actualmente  | Estilos empleados actualmente    | Estilos empleados actualmente   | Estilos empleados actualmente  |
|                                                  |                                   |                                         |                                    |                                    |                                     | 毋                             | 毋                               |                                 |                                |
| 甲骨文 jiǎgǔwén (escritura de huesos oraculares) | 金文 jīnwén (escritura de bronce) | 简帛 jiǎnbó (escritura de bambú y seda) | 篆文 zhuànwén (escritura de sello) | 篆文 zhuànwén (escritura de sello) | 隸書 lìshū (estilo de los escribas) | 楷書 kǎishū (estilo regular)   | 楷書 kǎishū (estilo regular)     | 行書 xǐngshū (estilo corriente) | 草書 cǎoshū (estilo de hierba) |
| 甲骨文 jiǎgǔwén (escritura de huesos oraculares) | 金文 jīnwén (escritura de bronce) | 简帛 jiǎnbó (escritura de bambú y seda) | 大篆 dàzhuàn (sello grande)        | 小篆 xiǎozhuàn (sello pequeño)     | 隸書 lìshū (estilo de los escribas) | 繁體／繁体 fántǐ (tradicional) | 简体／簡體 jiǎntǐ (simplificado) | 行書 xǐngshū (estilo corriente) | 草書 cǎoshū (estilo de hierba) |

## Caracteres con el radical 80

| trazos | carácter |
| ------ | -------- |
| + 0    | 毋 毌    |
| + 1    | 母       |
| + 2    | 毎       |
| + 3    | 每 毐    |
| + 4    | 毑 毒    |
| + 9    | 毓       |